# August von Röntgen

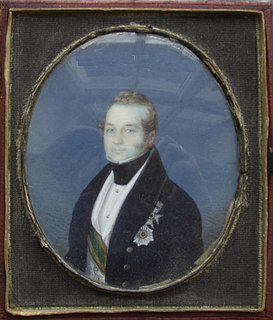
August von Röntgen

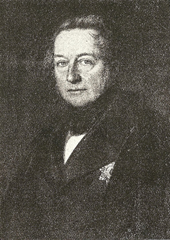
August von Röntgen

August von Röntgen (* 10. Juni 1781 in Neuwied; † 5. August 1865 in Fahr (seit 1970 Stadtteil von Neuwied)) war ein deutscher Jurist und Diplomat.

## Leben
Gottfried Leonhard August von Röntgen, zweiter Sohn des Neuwieder Kunsttischlers David Roentgen und dessen Ehefrau Katharina Dorothea, geborene Scheuer (1749–1825), studierte an der Universität Leipzig und der Friedrich-Alexander-Universität Erlangen Rechtswissenschaft. In Erlangen schloss er sich 1799 dem Corps Onoldia an. Mit einer Doktorarbeit bei Christian Gotthelf Hübner wurde er 1803 in Leipzig zum Dr. iur. promoviert. Danach trat er als Polizeimeister in den Dienst des Fürstentums Wied. Er wurde nach dessen Mediatisierung 1806 Beamter im Herzogtum Nassau und schlug die diplomatische Laufbahn ein. 1809 wurde er Chargé d’affaires am großherzoglich bergischen Hof, 1810 diplomatischer Agent in Paris. 1814 gehörte er zu den Begleitern von Ernst Franz Ludwig Marschall von Bieberstein auf dem Wiener Kongress. 1815 folgte er im Auftrag des nassauischen Herzogs der Verbündetenarmee nach Paris. Als Vertrauter und Ratgeber des Herzogs wurde er 1816 nassauischer Ministerresident in Den Haag, später nassauischer und badischer Gesandter in München und 1833 nassauischer und braunschweigischer Bundestagsgesandter. 1844 nahm er seinen Abschied, fungierte jedoch noch 1857 bei Vermählung von Sophia von Nassau mit Oskar II. von Schweden als außerordentlicher Gesandter und bevollmächtigter Minister bei Schweden und Norwegen. Er starb in seiner 1847 erbauten Villa oberhalb des Schlosses Friedrichstein in Fahr (Neuwied).

## Ehrungen
- 1824 wurde von Röntgen durch den König von Preußen geadelt.
- Er war Träger vieler Orden, darunter dem Großkreuz des badischen Orden vom Zähringer Löwen.